# Alexander Brosch Edler von Aarenau
Alexander Brosch Edler von Aarenau (Temesvár, 8 ottobre 1870 – Rawa Ruska, 7 settembre 1914) è stato un militare austro-ungarico, che fu Aiutante e capo di gabinetto della Cancelleria militare (kleine Militärkanzlei) dell'Arciduca Francesco Ferdinando, erede al trono dell'Impero austro-ungarico, di cui fu uno dei più fidati collaboratori. Influenzò la politica militare, navale ed estera tenuta dal principe ereditario. Dopo la morte dell'Arciduca, assassinato insieme alla moglie a Sarajevo il 28 giugno 1914, fu un fervente sostenitore della guerra contro il Regno di Serbia. Durante la fase iniziale della prima guerra mondiale combatté sul fronte orientale contro l'esercito russo, trovando la morte durante uno scontro a Rawa Ruska, in Galizia.

## Biografia
Nacque a Temesvár l'8 ottobre 1870, figlio di August (1838–1923), colonnello dell'Imperial regio Esercito austro-ungarico e di Auguste Zampi.  Frequentò la K.u.K. Technische Militärakademie di Mödling, uscendone con il grado di tenente del genio nel 1890. Nel 1895 fu assegnato allo Stato maggiore, nel 1897 divenne hauptmann del genio pionieri, e nel 1899 fu chiamato a prestare servizio presso il Kriegsministerium. Tra il 1906 e il 1911 fu promosso major e poi, come oberstleutnant, divenne aiutante dell'erede al trono, l'Arciduca Francesco Ferdinando, che lo aveva scelto tra diversi candidati, e direttore dell'ufficio militare sito nel Belvedere inferiore a Vienna. Francesco Ferdinando lo nominò anche capo della sua cancelleria militare (kleine Militärkanzlei), sorta di "Governo ombra" della cancelleria militare dell'Imperatore (Militärkanzlei des Kaisers). Nel corso del 1911 il Kaiser Francesco Giuseppe lo nominò comandante del 2º Reggimento Tiroler Kaiserjäger di stanza a Bolzano.

### L'attività politica
Brosch fu una delle figure più influenti e importanti dello staff del principe ereditario Francesco Ferdinando, di cui godeva della più completa fiducia. L'erede al trono, che detestava adulazione e servilismo, apprezzava l'apertura mentale e la semplicità di Brosch, che osava se necessario, e sempre con il dovuto rispetto, contraddirlo. Secondo l'autore Vladimir Dedijer, Brosch era generalmente considerato come il motore della cancelleria militare dell'Arciduca. L'erede al trono lo considerava un ottimo giudice del carattere delle persone, e le sue idee politiche erano completamente allineate con quelle di Francesco Ferdinando. Alla morte dell'Imperatore Francesco Giuseppe, Francesco Ferdinando aveva intenzione di modificare integralmente l'assetto dell'Impero, introducendo entro sei mesi il suffragio universale per permettere alle minoranze di entrare nel parlamento viennese, concedento larga autonomia alle stesse minoranze ma accentrando il potere esecutivo a Vienna a scapito di Budapest, e creando una confederazione di popoli secondo il progetto di Aurel Popovici del 1906. Prove di tutto questo vennero eseguite nel 1913, quando una grave malattia minaccio di portare alla tomba l'ottantatreenne Francesco Giuseppe. In quella occasione lui e Heinrich Lammasch redassero il discorso di investitura di Francesco Ferdinando dal titolo Programm zum Thronwechsel, che non prevedeva la fine del dualismo tra Austria e Ungheria, ma un suo forte ridimensionamento. All'atto dell'insediamento sul trono era già stato stabilito che le guarnigioni militari, soprattutto in Ungheria, sarebbero state rafforzate. La ripresa di Francesco Giuseppe fece accantonare il discorso, ma per il futuro Francesco Ferdinando prese in considerazione la sua candidatura a Cancelliere dell'Impero, carica di recente istituzione.
Sostituito, su suo consiglio, da Carl von Bardolff  alla guida della Cancelleria militare dell'Arciduca, fu mandato Tirolo nel 1911, ma continuò a tenere una fitta corrispondenza con l'erede al trono fino alla morte di quest'ultimo a Sarajevo nel 1914.

### La prima guerra mondiale
Il 28 giugno 1914 Francesco Ferdinando e sua moglie, la contessa Sophie Chotek von Chotkowa vennero assassinati a Sarajevo da sicari della Mlada Bosna, una organizzazione terroristica serba. Secondo i biografi dell'erede al trono Gordon Brook-Shepherd e Maximilian Polatschek, egli ne rimase sconvolto in quanto vedeva in Francesco Ferdinando l'unica persona in grado di salvare la monarchia asburgica dall'inevitabile collasso finale. Scrisse da Bolzano all'amico Friedrich Funde: Per me non c'è più speranza. È tutto finito. La vita, per me, ha perso il suo significato.
Fervente sostenitore della guerra contro la Serbia,  allo scoppio delle ostilità con l'Impero russo parti per la Galizia alla testa del suo reggimento. Il 7 settembre, in uno scontro a Rawa Ruska, condusse una compatta formazione di Kaiserjäger contro una forza sei volte superiore di truppe russe. L'attacco comportò un'autentica strage di Kaiserjäger, caddero circa 2.000 uomini e i russi catturarono la bandiera del reggimento, ma consentì lo sganciamento della 3ª Divisione di fanteria, che così evitò l'annientamento totale. Sepolto frettolosamente, il suo corpo fu ritrovato nel 1915, quando la Galizia fu liberata dalle forze congiunte austro-ungariche e tedesche. A malapena coperto di terra, lo scheletro del colonnello venne trovato tra le braccia di un suo compagno morto, uno sconosciuto Unterjäger.  Nel 1926 fu insignito postumo della Medaglia d'onore al valor militare in oro, destinata agli ufficiali.

### Annotazioni
1. ↑  Suo fratello, Theodor Brosch-Aarenau (1869–1944), fu anch'egli un generale dell'esercito.
2. ↑  Tale kleine Militärkanzlei fu approvata dall'Imperatore nel novembre 1908, e portò ad un ampio scambio di opinioni tra Francesco Ferdinando e i politici e pubblicisti di quasi tutte le nazionalità dell'Impero.
3. ↑  In quello stesso anno Alexander Brosch Edler von Aarenau sposò Natalie, figlia del generale Theodor Wukellić (1854-1924) e di Anna Vikt. La coppia non ebbe figli.
4. ↑  Il 2º Reggimento Tiroler Kaiserjäger era formato dal 1º e dal 2º Battaglione di stanza a Bozen (Bolzano), dal 3º Battaglione di stanza a Meran-Untermais (Merano) e del 4º Battaglione di guarnigione a Brixen (Bressanone).  La composizione del personale del reggimento era così suddivisa: 55% tedeschi, 41% italiani e 4% di altre nazionalità.
5. ↑  Secondo la sua testimonianza fu lui a cercare questo comando, per non essere accusato in seguito di non aver mai avuto un comando operativo. Secondo altre fonti, per lo più di oppositori all'erede al trono, fu l'Imperatore Francesco Giuseppe ad allontanarlo da Vienna in quanto non condivideva le sue idee. Sembra che durante la prima udienza concessa al nuovo comandante di reggimento egli abbia esclamato: Sie haben jetzt sechs Jahre gegen mich gekämpft.
6. ↑  In lingua austriaca: Es gibt für mich keine Hoffnung mehr. Es ist alles aus. Für mich hat das Leben seinen Sinn verloren.
7. ↑  Si trattava dei due migliori battaglioni del reggimento.
8. ↑  Secondo i suoi detrattori, l'attacco fu una conseguenza della sua ricerca ossessiva di essere decorato con l'Ordine militare di Maria Teresa, massima decorazione austro-ungarica.

### Fonti
1. 1 2 3 4 5 6 7 8  Lorenz 1955, p. 638.
2. ↑  Weissensteiner 1983, p. 159.
3. ↑  Cf. la notizia data dalla Bozner Zeitung il 2 novembre 1912, p. 5 (252) (online).
4. ↑  Dedijer 1967, p. 208.
5. ↑  Weissensteiner 1983, p. 191.
6. 1 2  Funder 1971, p. 384.
7. 1 2 3  Hastings 2014, p. 518.
8. ↑  Kronenbitter 2003, p. 522.

### Periodici
- (DE) Brosch-Aarenau Alexander von, in Österreichisches Biographisches Lexikon 1815–1950 (ÖBL), Band 1, Wien, Verlag der Österreichischen Akademie der Wissenschaften,  p. 116.
- (DE) Reinhold Lorenz, Brosch, Alexander, Edler von Aarenau, in Neue Deutsche Biographie, vol. 2, Berlin, Duncker & Humblot, 1955,  p. 638, ISBN 3-428-00183-4.